# Game Over (videojuego)
Game Over es un videojuego de acción y plataformas desarrollado y editado por la firma española Dinamic Software. Fue lanzado en 1987 para el ZX Spectrum, Amstrad CPC, Commodore 64, MSX y PC MS-DOS.
Una versión rediseñada del videojuego de 1988, Phantis, que era un título independiente en España, fue vendida como Game Over II en el mercado internacional.

## Argumento
La reina Gremla gobierna sobre cinco confederaciones de planetas gracias a un poderoso ejército de Terminators dirigido por Arkos, su más fiel servidor, hasta que el desprecio de la reina hizo que se pasara al ejército enemigo dirigido por McKiller. El juego se divide en tres fases, en la primera Arkos debe enfrentarse a los Terminators en el planeta Hypsis, de donde Gremla obtiene las materias primas. La segunda se desarrolla en el planeta Sckunn donde Arkos tiene que hacerse con un caza capaz de vencer los radares de Gremla. La tercera fase transcurre en el Planeta Palacio, donde está el palacio de Gremla que Arkos tiene como objetivo destruir.

## Polémica
Game Over es conocido por la polémica que causó en su día debido a la ilustración de la portada del juego, en la que se mostraba un pezón femenino. La ilustración había sido originalmente publicada en Heavy Metal en mayo de 1984 con el nombre de Cover Ere Comprimee, siendo obra de Luis Royo. La revista británica Crash realizó modificaciones en la misma de cara a su publicación.